# Вольная Вершина (Уваровский район)
Вольная Вершина —  село в Уваровском районе Тамбовской области России. 
Входит в Подгорненский сельсовет.

## География
Расположено на автомобильной трассе Тамбов — Пенза, в 12 км к югу от районного центра, города Уварово.  

## История
До 2009 года село было центром Вольновершинского сельсовета.

## Население
| 2002 | 2010 |
| ---- | ---- |
| 537  | ↘511 |

Согласно результатам переписи 2002 года, в национальной структуре населения русские составляли 99 % от жителей.